# いわき中央警察署

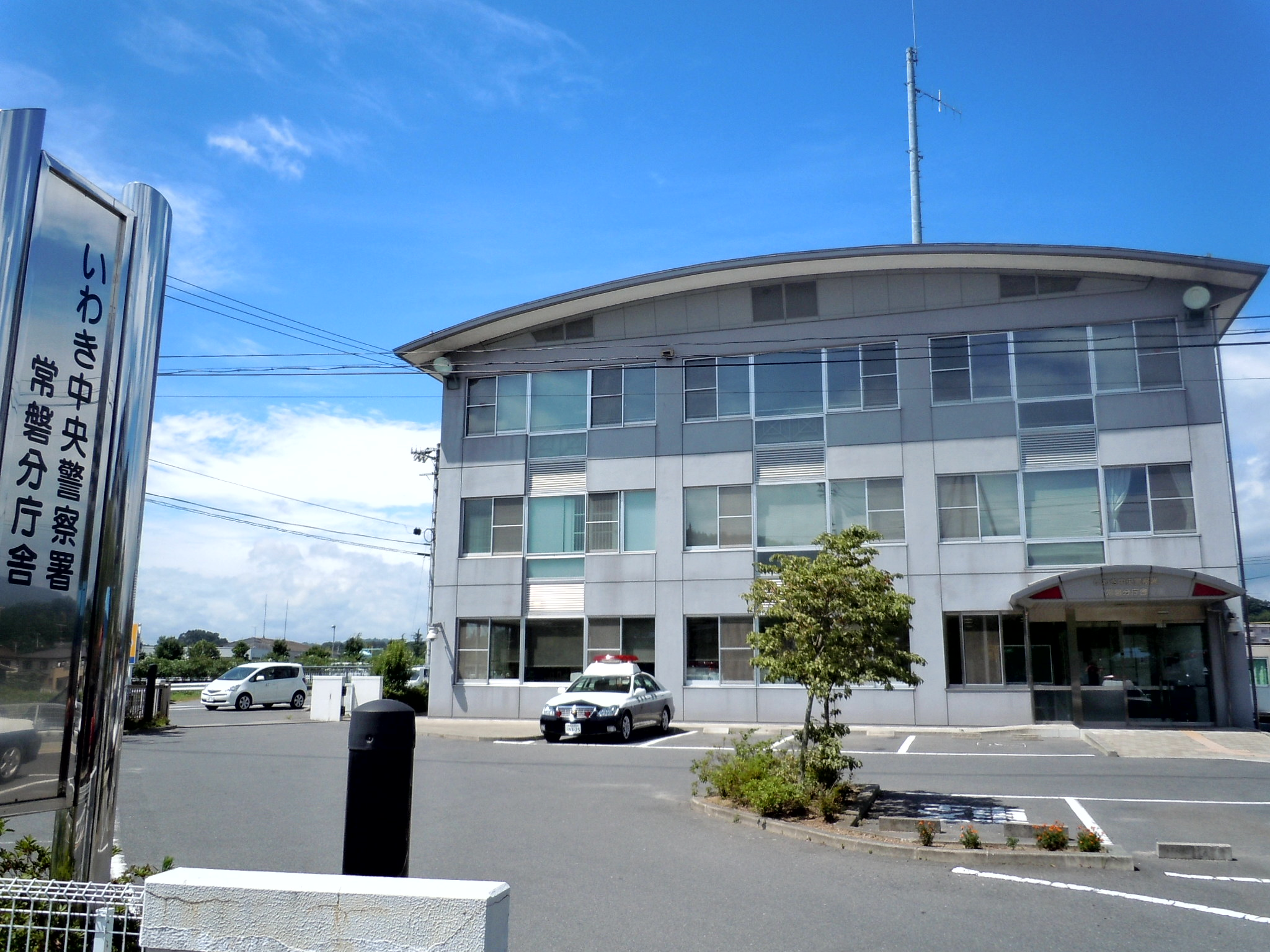
いわき中央警察署常磐分庁舎

いわき中央警察署（いわきちゅうおうけいさつしょ）は、福島県警察が管轄する警察署の一つである。県内では大規模署のため署長には警視正（けいしせい）の警察官が充てられている。

## 所在地
- 福島県いわき市内郷御厩町四丁目148番地
  - ※JRいわき駅から徒歩約20分
  - ※新常磐交通バス『いわき駅前』などから乗車、「中央警察署」バス停下車
  - ※自家用車では、いわき中央インターチェンジから約1５分

### 常磐分庁舎
- 福島県いわき市常磐関船町大平16番地の1

## 管轄区域
- いわき市北部及び西部

## 沿革
- 1970年（昭和45年）4月16日 - いわき中央警察署開庁。
- 2010年（平成22年）4月1日 - 福島県警察の警察署再編により常磐地区幹部交番を常磐分庁舎とする。
- 2024年（令和6年）8月26日 - 令和元年台風第19号で浸水被害を受けた平窪駐在所が移転し業務再開[1]。

## 組織
- 署長-警視正
- 副署長-警視
- 地域交通官-警視
- 刑事官-警視
- 会計官-警察行政職員
- 警務課
- 留置管理課
- 会計課
- 生活安全課
- 刑事第一課
- 刑事第二課
- 地域課
- 交通第一課
- 交通第二課
- 警備課
- 復興支援係

## 交番
- 内郷交番 - いわき市内郷綴町榎下40-1
- 駅前交番 - いわき市平字白銀町8-2
- 五色町交番 - いわき市平字五色町36-2
- 十五町目交番 - いわき市平字十五町目17
- 中央台交番 - いわき市中央台飯野4丁目1-10
- 四倉交番 - いわき市四倉町字5丁目30

## 駐在所
- 平窪駐在所 - いわき市平下平窪3丁目1-6
- 赤井駐在所 - いわき市平赤井比良3丁目124
- 小川駐在所 - いわき市小川町高萩字上代46-1
- 好間駐在所 - いわき市好間町上好間字忽滑45-2
- 川前駐在所 - いわき市川前町川前字中ノ萱91-2
- 草野駐在所 - いわき市平泉崎字砂田59
- 沢渡駐在所 - いわき市三和町下市萱字片岸142
- 高久駐在所 - いわき市平下高久字定田112
- 豊間駐在所 - いわき市平薄磯字南作262-2
- 永戸駐在所 - いわき市三和町合戸字内畑18-2
- 久之浜駐在所 - いわき市久之浜町久之浜字北畑田62-1
- 三坂駐在所 - いわき市三和町中三坂字四座6